# Boris Zakhava
Boris Zakhava est un acteur et cinéaste soviétique né le 12 mai 1896 à Pavlograd et mort le 25 novembre 1976 à Moscou. Il eut plusieurs rôles importants, d'abord celui de Samokhin dans Le Pré de Béjine d'Eisenstein, film qui restera inachevé, mais surtout celui du général Koutouzov dans Guerre et Paix de Sergueï Bondartchouk.

## Biographie
Fils d'un officier de l'armée impériale, Boris Zakhava devint lui-même officier en 1913, après avoir étudié pendant trois ans dans une école militaire des Cadets d'Orel et de Moscou. Pendant ses années d'études, il devint acteur amateur, et joua notamment lors de la célébration du centenaire de la victoire sur l'armée napoléonienne en 1912. 
Il se passionne ensuite pour le théâtre. Il intègre le studio d'art dramatique situé dans un appartement de la rue Mansourov sur la base duquel on formera plus tard le Théâtre Vakhtangov. Il apprend les principes de la mise en scène auprès d'Evgueny Vakhtangov et fait ses premiers pas dans ce domaine en 1923, avec La vérité c'est bien, mais le bonheur c'est mieux de Alexandre Ostrovski. Parallèlement en  1923—1925, il se produit dans les spectacles de Vsevolod Meyerhold. Il joue le rôle d'Ivan Babitchev dans la pièce d'Iouri Olecha L'Envie ou la Conjuration des sentiments en 1929, au théâtre Vakhtangov. Il adapte la pièce de Maxime Gorki Egor Bulychev et les autres en 1932. En 1939, il fut appelé à diriger l'école de théâtre Boris Chtchoukine, et forma de nombreux jeunes. De 1916 à 1976, il fut membre du théâtre Vakhtangov de Moscou, et y occupa des fonctions assez importantes, notamment à partir de 1924 et jusqu'en 1966. Il fut aussi un professeur, formant de nombreux acteurs.
En 1952, un prix Staline lui est attribué pour Egor Bulychev et les autres. Il est déclaré artiste du peuple de l'URSS en 1967.
Mort à Moscou, il est enterré au cimetière de Novodevitchi.

## Filmographie
En tant qu'acteur
- 1935-1937 : Le Pré de Béjine de Sergueï Eisenstein
- 1965-1969 : Guerre et Paix de Sergueï Bondartchouk

En tant que réalisateur
- 1953 : Yegor Bulychov and Others

## Décorations
- Ordre du Drapeau rouge du Travail
- Ordre de l'Amitié des peuples
- Ordre de l'Insigne d'honneur